# ولاد بوعايطة (الشاطئ الأبيض)
ولاد بوعايطة هي إحدى مشيخات المملكة المغربية، تتبع جغرافيا لإقليم كلميم وإداريًا لالشاطئ الأبيض. يقدر عدد سكانها بـ 479 نسمة حسب الإحصاء الرسمي للسكان والسكنى لسنة 2004.